# 三皇教堂 (德累斯顿)

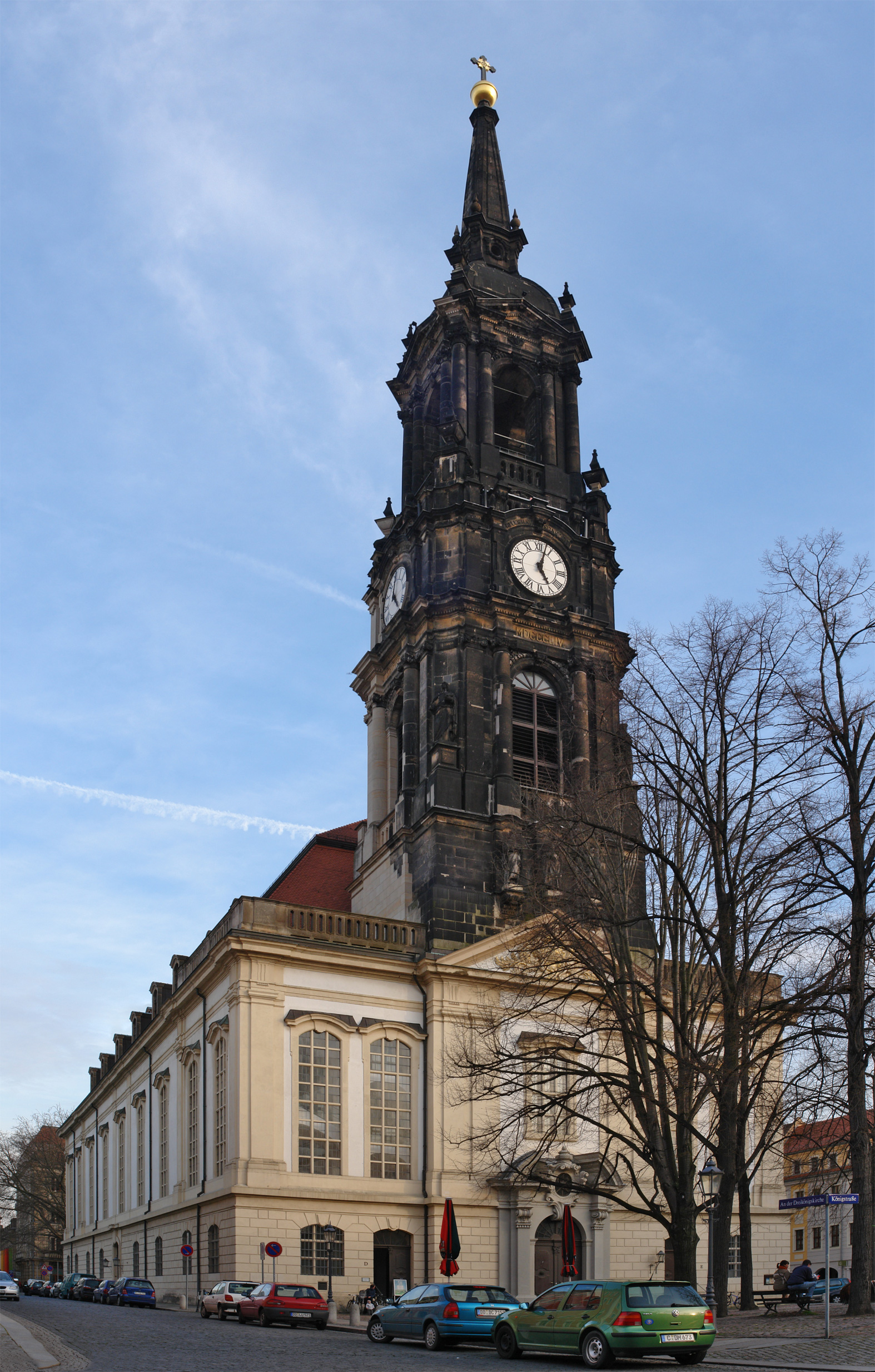
从国王街看三皇教堂

三皇教堂（Dreikönigskirche）是德国城市德累斯顿內新城区的一座教堂，创建于15世纪初，二战中被毁，1980年代后期重建。从1990年到1993年为萨克森州议会所在地。

## 位置

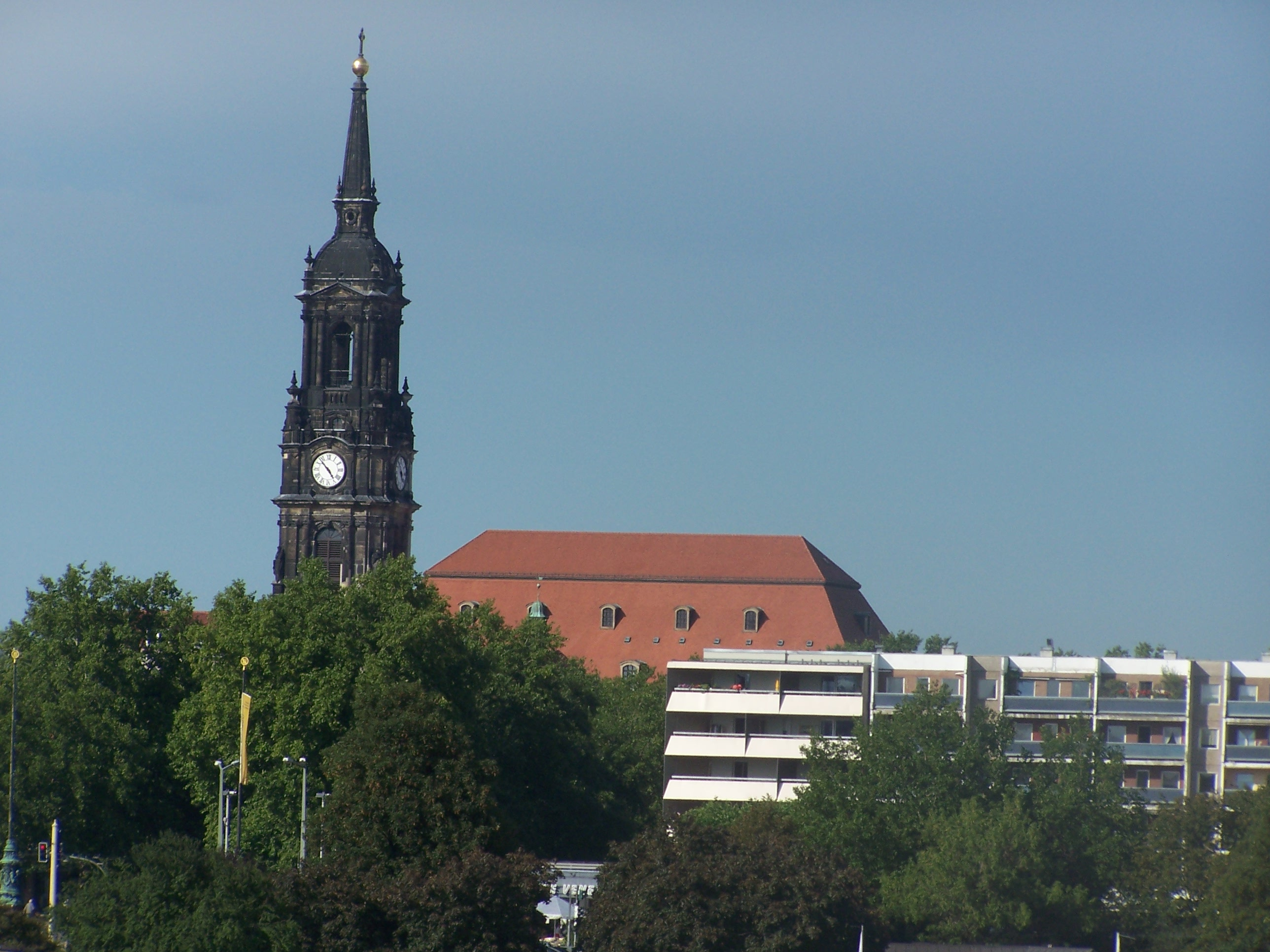
从易北河对岸的布吕尔平台看到的三皇教堂和周边建筑

三皇教堂位于德累斯顿內新城区的主街（Hauptstraße），形状为长60米，宽30米的长方形，其钟楼高87,5米，是Blockhaus–阿尔伯特广场–日本宫三角形区域的中心和最显著的地标。周边的道路则称为“在三皇教堂”（An der Dreikönigskirche）。 教堂的西侧是国王街和小广场，其他各面都是密集的建筑。由于紧邻处新建了一座旅馆，仅剩的一个缺口也被堵住。

## 历史

### 初期
老德累斯顿城的第一座教堂可能兴建于1404年，得名于东方三博士，这是一座哥特式教堂，在平顶的中殿上竖立着两个尖顶。它位于今址南面200米，邻近老德累斯顿城的中心新城市场。1429年，第一座三皇教堂被胡斯派所毁，从1500年到1506年，Conrad Pflüger领导重建了教堂。
1685年老德累斯顿城的大火再次摧毁了三皇教堂。到1730年又增建了钟楼。但是由于奥古斯特二世将老德累斯顿城重新规划为巴洛克城市，1731/1732年，整个教堂和许多建筑都因为地处规划中的主街中间而被拆除。

### 新巴洛克

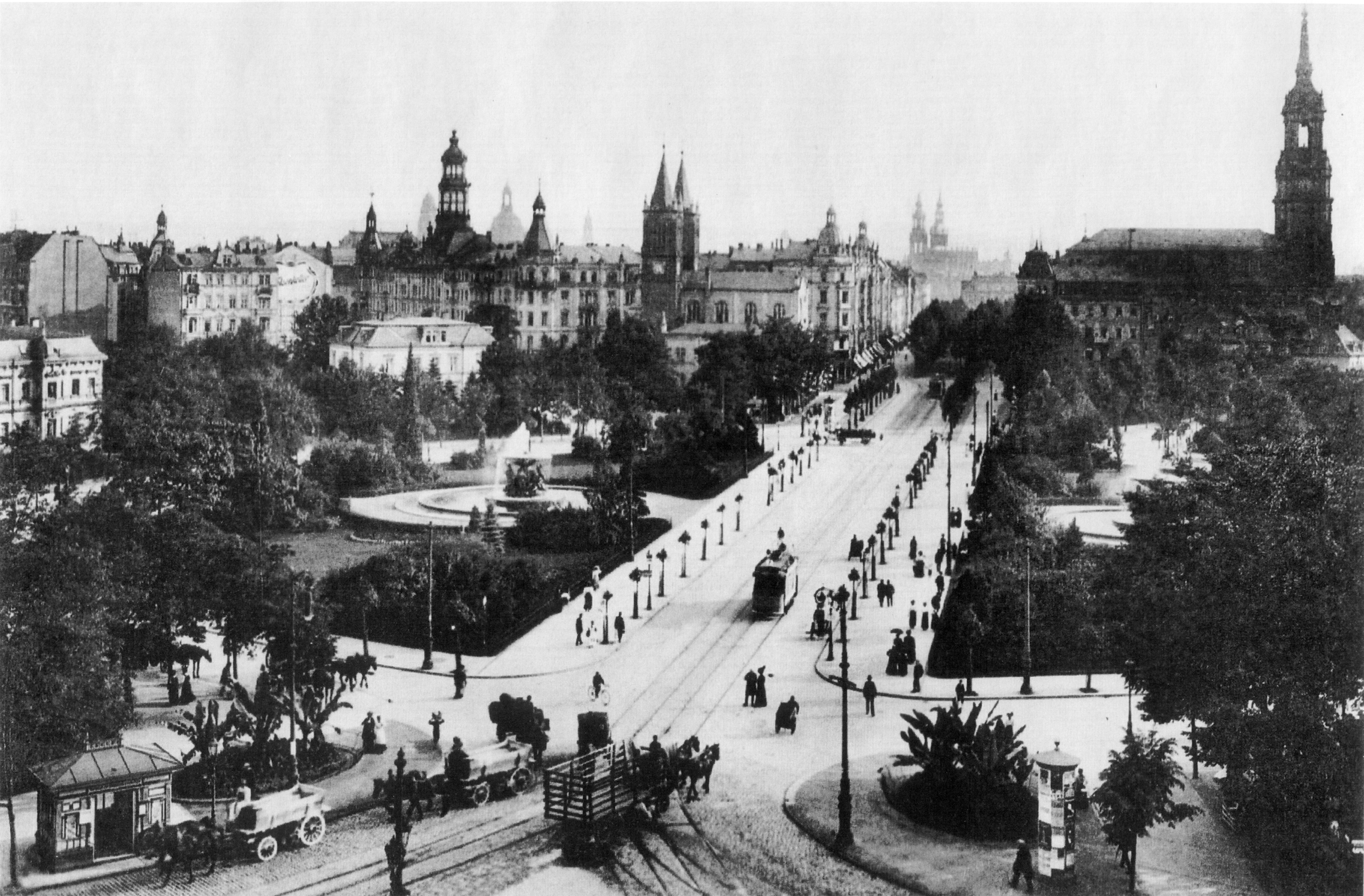
1905年的阿尔伯特广场与主街交汇处，右侧为三皇教堂

从1732年到1739年，三皇教堂按照Matthäus Daniel Pöppelmann的设计重建起来。它位于道路的西侧